# Антикомуністична Дія
Антикомуністична Дія (англ. Anti-Communist Action), також відома скорочено як Антиком, є правою та ультраправою організацією, що базується в США та Канаді. Група назвала себе «відповіддю правих на антифа». «Антиком» підтримує неонацистську ідеологію, а члени організації відвідують неонацистські заходи. Група забезпечувала охорону різних альт-правих мітингів та мітингів білих супрематистів. Деякі члени «Антиком» також є членами неонацистської терористичної групи Atomwaffen Division; угрупування контактують одне з одним, обмінюється інформацією про бойові дії та виготовлення бомб.
Група була провідним організатором акції «Білі життя мають значення» у 2017 році разом з неонацистськими групами, такими як Націонал-соціалістичний рух, Традиціоналістська Робітнича Партія та Vanguard America (Авангард Америки), а також південною націоналістичною Лігою Півдня та Ку-клукс-кланом. Організація також була провідним членом маршу «Об'єднайте правих» у Шарлотсвіллі. У вересні 2017 року члени організації запланували подію, схожу на акцію «Об'єднайте правих» під назвою «Марш проти комунізму» в Шарлотті, штат Північна Кароліна, 28 грудня 2017 року, на якому планували виступити як представники білих націоналістів, таких як Августус Соль Інвіктус та Річард Б. Спенсер, так і представник білої сурематичної організації Vanguard America (Авангард Америки). Пізніше Антиком скасував захід через проблеми безпеки.
Згідно з відділенням Patch.com у Сіетлі, організація не об'єднується виключно з білими супрематистами. Хоча група заявила, що приймає представників усіх рас, злиті журнали чату містять насильницьку риторику проти меншин в організації. Під час акцій протесту в Берклі 2017 року в чаті обіцяли, що подія перетвориться на «криваву баню». Деякі учасники руху пропагували масові вбивства меншин та повалення уряду. У 2017 році ProPublica оцінила організацію як таку, що має 1200 учасників у своєму чаті. Організація використовує жовто-чорні прапори та символи як посилання на лібертаріанство в США. На деяких прапорах також зображені люди, яких кидають з вертольотів, посилання на страти під час військової диктатури Августо Піночета в Чилі (1973—1990). У звіт ProPublica потрапили злиті журнали чату організації із закликами до насильства. Представник групи заявив, що звіт правдивий, але що така поведінка не заохочується керівниками організації.